# Майлс, Джеффри
Джеффри Джон Одли Майлс (англ. Geoffrey John Audley Miles, 2 мая 1890 — 31 декабря 1986) — британский адмирал, сэр.

## Биография
Поступил на флот в 1905 году кадетом военно-морского колледжа в Дартмуте (HMS Britannia). В 1911 году получил звание лейтенант.
Во время Первой мировой войны служил на эсминцах и подлодках. В 1914−1915 годах штурман вспомогательного крейсера HMS Empress of Russia, поход в Индийский океан.
В 1933−1935 годах — заместитель директора штабного колледжа. В 1935−1937 годах командовал флотилией эсминцев в Средиземном море. В 1937−1939 годах — заместитель, а затем директор тактической школы в Портсмуте.
В 1939−1941 годах — командир линкора HMS Nelson, флаг-капитан флота метрополии. В 1941−1943 годах — начальник британской военной миссии в Москве, сменил на этом посту генерала Макфарлана.
В 1943−1944 годах — заместитель (по Ост-Индской станции) командующего морскими силами в Юго-восточной Азии, лорда Маунтбаттена.
В 1944−1945 годах — командующий морскими силами в западном Средиземноморье.
В 1946−1947 годах — главнокомандующий Королевским индийским флотом.
В 1941 году получил звание контр-адмирал, 1944 году вице-адмирал, в 1948 году — адмирал. Вышел в отставку в 1948 году.